# Kaplica Podwyższenia Krzyża Świętego w Folwarku
Kaplica Podwyższenia Krzyża Świętego – rzymskokatolicka kaplica położona w Folwarku. Kaplica należy do parafii Matki Boskiej Szkaplerznej w Chrząszczycach, w dekanacie Prószków, w diecezji opolskiej.

## Historia kaplicy
Kaplica w Folwarku została zaadaptowana ze świetlicy tutejszego LZS-u. Otwarcie nastąpiło 20 maja 1982 roku. W 2002 roku ksiądz proboszcz Krystian Ziaja, przeprowadził modernizację kaplicy i 19 września została konsekrowana przez biskupa Jana Kopca.